# Persephone (Stravinsky)
Perséphone (W64) is een melodrama in drie aktes, gecomponeerd door Igor Stravinsky tussen mei 1933 en januari 1934 te Voreppe en Parijs. Het werk, dat iets korter duurt dan een uur, is gecomponeerd voor tenor, verteller, gemengd koor, kinderkoor en orkest. De actie, op een tekst van André Gide, is verdeeld over drie scènes. Perséphone ging op 30 april 1934 in het Palais Garnier te Parijs in première, in een uitvoering van de Ballets Ida Rubinstein onder de muzikale leiding van de componist

## Libretto

### Stravinsky en André Gide

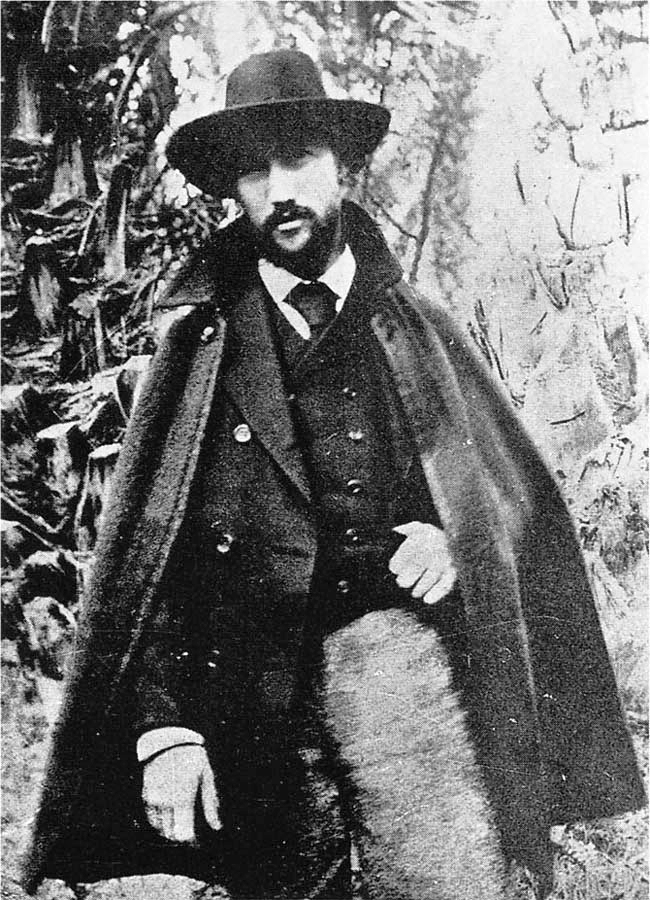
André Gide

De opdracht voor Perséphone kreeg Stravinsky in 1933 van Ida Rubinstein. Zij wilde een gedicht van André Gide, gebaseerd op de Homerische hymne aan Demeter, op muziek laten zetten voor een nieuw ballet. Stravinsky en Gide hadden elkaar een aantal keren ontmoet, voor de Eerste Wereldoorlog nu en dan bij repetities van de Ballets Russes en in 1917 in Zwitserland toen er sprake van was dat Stravinsky muziek zou componeren bij een productie van Shakespeare's Antony and Cleopatra in een vertaling van Gide. In februari 1933 ontmoette Gide Stravinsky in Wiesbaden om het werk te bespreken. In een brief aan Stravinsky gaf Gide aan hoe hij het onderwerp van Perséphone interpreteerde: tussen de natuurlijke interpretatie (de afwisseling van de seizoenen, het zaad dat valt op aarde sterft en wordt herboren door de slaap van de winter) en mystieke, doordat de mythe gerelateerd was aan zowel het oude Egypte als aan de Christelijke doctrine.
Al snel liepen de opvattingen hoe het werk vormgegeven en uitgevoerd moest worden uiteen en ook over de 'vertaling' van de woorden naar woorden-op-muziek bleek tussen Stravinsky en Gide geen overeenkomst. Volgens Stravinsky begreep Gide niets van dat proces; Gide dacht dat de componist slechts de klemtonen van de schrijver hoefde te volgen. Stravinsky vormde Perséphone om tot een religieus drama, niet geheel tot Gide's waardering zoals een ongepubliceerd manuscript aantoont dat kort na de première werd geschreven. Dat componist én schrijver samen moesten werken om één vorm van muziek te krijgen ontging hem volgens Stravinsky volledig; bovendien kon Gide volgens Stravinsky diens muzikale taal niet volgen. Gide voelde zich zo ontzet dat hij voor een maand naar Sicilië vertrok en verder geen repetities bijwoonde. Van samenwerking was dus eigenlijk geen sprake, zei Stravinsky tegen Robert Craft. Stravinsky suggereerde later ook dat het het beste zou zijn om Gide's tekst te schrappen en te vervangen door een tekst van Auden de tekst te laten aansluiten op de muziek.
Gide liet de tekst publiceren zoals die was voor de compositie (dus zonder de met Stravinsky overeengekomen wijzigingen), hij voorzag Stravinsky van ongevraagde adviezen over de manier waarop de tekst op muziek zou moeten klinken en schreef in de marges hoe het ritme moest zijn wat duidelijk door Stravinsky als irritant pedant werd ervaren en hij was niet aanwezig op de première: uiteindelijk zagen de beide mannen elkaar niet meer. Volgens Stravinsky waren ze niet kwaad op elkaar, maar hij merkt in dezelfde tekst wel op dat Gides schrijven iets weg heeft van gedistilleerd water. De incompatibilité d'humeur zorgde er ook voor dat Stravinsky ook niet meer met Gide correspondeerde, maar hij betoonde zich ontroerd toen hij in 1951 van de dood van Gide hoorde

### Synopsis van het verhaal

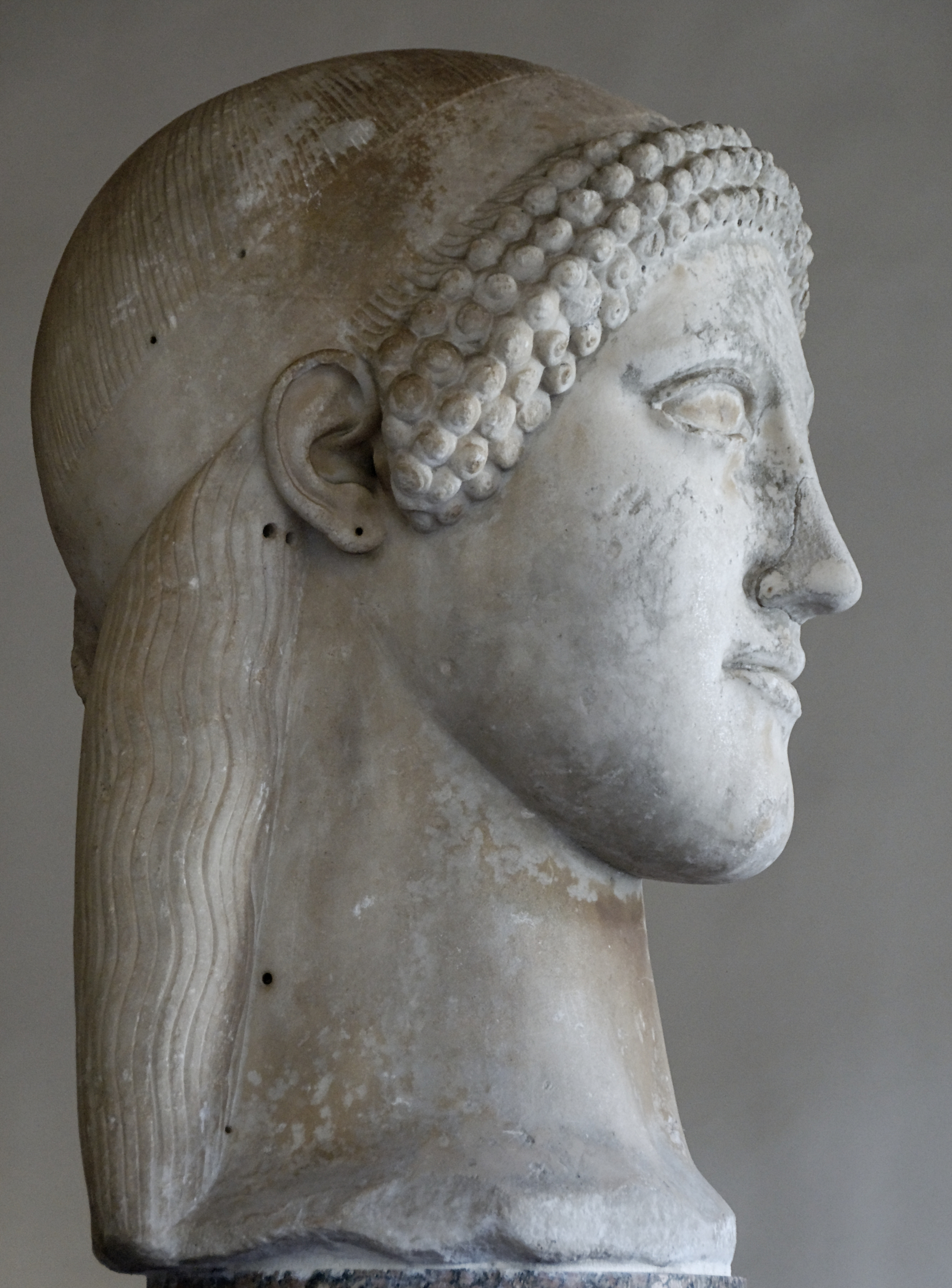
Perséphone

### Synopsis van het verhaal[8]
- Scène 1 – Persephone ontvoerd

Eumolpos, stichter van de Eleusinische Mysteriën, roept Demeter aan, de godin van de aarde en de moeder van Perséphone. Demeter heeft haar dochter aan de nimf (mythologie)nimfen toevertrouwd. Zij verheugen zich in de lente en plukken bloemen in het veld. Zij waarschuwen Persephone niet de mooiste bloem, de narcis, te plukken, want wie aan de narcis ruikt, ziet de Onderwereld. Persephone slaat hun raad in de wind. Eumolpos herinnert haar eraan dat een heel volk van schimmen wacht op haar, op haar jeugd en haar lente, en dat haar medelijden haar tot bruid van Pluto, god van de Onderwereld, bestemt. Persephone daalt af in het rijk der schimmen.
- Scène 2 – Perséphone in de Onderwereld

Perséphone ontwaakt in de Onderwereld. De schimmen vragen haar over de lente te vertellen. Zij horen de stem van Pluto en Eumolpos zegt tot Perséphone dat het haar lot is te heersen, niet om medelijden te tonen; een dronk uit de rivier de Lethe zal haar haar medelijden doen vergeten. Dan brengen de bewoners van de Onderwereld haar geschenken, die zij weigert. Mercurius geeft haar een granaatappel; de smaak ervan doet haar terugverlangen naar de wereld van de levenden. Aanschouw de narcis en je zult de aarde zien, zeggen de schimmen, maar wat Perséphone ziet is een winterse wereld en een radeloze moeder. Eumolpos stelt har gerust: Demeter voedt een kind op dat onder de naam Triptolemos de mensen zal leren de aarde te bewerken. Perséphone zal dankzij hem het daglicht weer zien, zijn bruid worden en opnieuw over de lente heersen.
- Scène 3 – Persephone herboren

Stervelingen offeren bij de tempel van Demeter en smeken Perséphone terug te keren. Triptolemos ontdoet Demeter van haar rouwkleed. Dan wijken de stenen en Perséphone verschijnt. Waar zij loopt bloeien rozen en beginnen vogels te fluiten. Zij voegt zich bij Demeter, Triptolemus en de nimfen. Zij verheugt zich in het weerzien, ofschoon zij beseft dat zij elk jaar opnieuw naar de Onderwereld zal moeten afdalen. Je lot is, zegt Eumolpos, een weinig daglicht in het rijk der duisternis te brengen.

## Compositie
Stravinsky omschreef Perséphone als een masque of pantomime, met een gezongen en een gesproken tekst. De mime moet niet spreken en de spreker niet mimen, en de partij moet door twee uitvoerders worden gedeeld. Perséphone was de eerste tekst in het Frans die Stravinky op muziek zette sinds Deux poèmes de Paul Verlaine in 1910. De aantrekkingskracht zat voor Stravinsky eerder in de variëteit en kracht van de lettergrepen dan in de
poëtische kwaliteit.
De ontvangst van het werk was niet onverdeeld gunstig. Stravinsky zei zelf dat anderen dan hij maar moesten bepalen of het werk een zuurtje was, een slap samenraapsel(. Over Perséphone - Stravinsky op de divan van Ravel, maar er vervolgens afgegleden – zei Craft dat de eerste scène een behoorlijk banaal niveau heeft.
Stravinsky maakte in 1949 een revisie van het werk met minimale wijzigingen

## Oeuvre
Zie het Oeuvre van Igor Stravinsky voor een volledig overzicht van het werk van Stravinsky.

## Geselecteerde discografie
- Vera Zorina (Perséphone, recitante), Michele Molese (Eumolpos, tenor), Ithaka College Concert Choir, The Texas Boys Choir of Fort Worth, Gregg Smith Singers en het Columbia Symphony Orchestra o.l.v. Igor Stravinsky, in de 'Igor Stravinsky Edition', deel Oratorio – Melodrama (met Oedipus Rex, The Flood, Ode en Monumentum pro Gesualdo di Venosa ad CD annum)(Sony Classical, 2CDs, SM2K 46 300)
- Anne Fournet (Perséphone, recitante), Anthony Rolfe Johnson (Eumolpos, tenor), The London Philharmonic Choir, Tiffin School Boys' Choir en The London Philharmonic o.l.v. Kent Nagano (met Le Sacre du printemps)(Virgin Classics, 2CDs 7243 5 61249 2 9)